# 徐若熙
徐若熙（2000年11月1日—）為台灣桃園市出身的職業棒球選手，守備位置為投手，綽號龍之子、笑熙熙，效力於味全龍，經2019年季中選秀會由味全龍在首輪第六順位選進。

## 學生時期
徐若熙出生於桃園市。於平鎮高中就讀時期因右手肘軟骨受損開刀治療，休養約4個月後復出，其後球速大有進步，高中時期最快球速已達153km/h。

## 職棒生涯
2020年2月28日於官辦熱身賽擔任首戰的先發投手，面對中信兄弟隊僅投2局就失5分。但接著於牛棚熱身時感覺右手不適，因先前已有初步檢查，發現有骨刺的問題，之後在經過醫生複檢之後，確定在同年4月28日進行手肘骨刺手術，預計手術後大約得休養半年。
2020年10月2日，中職二軍總冠軍賽的第三戰掛帥先發，主投3局無失分，僅被敲出2安，送出6次三振，其中在3局上三振陳子豪的打席中，還飆出了本場最快的157km/h球速，根據中職聯盟紀錄，徐若熙次快球速為153km/h，總計有14球超過150km/h。因此締造了二軍總冠軍賽球速的新紀錄（原本最快球速之紀錄為152km/h），刷新紀錄後新紀錄前兩名皆由徐若熙囊括。
2021年3月17日，中職生涯一軍初登板，先發主投3.2局，繳出11次三振、被打3支安打、1次觸身球保送，無失分，最快球速154km/h，也因此締造新人初登板史無前例的三振紀錄。味全龍基於保護初登板的年輕投手的立場下，因此有針對其訂下投球數限制。
2021年3月28日，味全龍隊於主場天母棒球場迎戰來訪的富邦悍將隊，主投4.2局，投出10次三振，無失分，生涯前三場合計投出26次三振，也刷新郭李建夫在1999年創下的本土新人投手前三場的22次三振之紀錄。
2021年8月8日，味全龍隊作客新莊棒球場的富邦悍將隊，本季至今先發12場，終於拿下首勝，先是在開賽連飆8次三振，締造中職32年來的新紀錄（原開局連續三振紀錄是2019年10月3日由包林傑所投出的7次），最終先發5局、失1分，送出12次三振，龍隊終場以5：1贏球，拿到職棒生涯首勝。
2022年4月球季開幕，徐因手肘傷痛影響趕不上開季，經診斷後為手肘韌帶部分撕裂，雖評估尚且不需要開刀治療，但需要2到3個月的復健期來休養傷勢。同年7月因傷勢復原不佳，徐決定進行Tommy John手肘韌帶重建手術，本年度球季報銷。
2023年11月12日台灣大賽第7場，味全龍擊敗樂天桃猿拿下總冠軍，他以先發2場，1次勝場、主投11局、11次奪三振的成績，拿下台灣大賽MVP。
2023年12月3日，台北大巨蛋迎接首次正式賽事，2023年亞洲棒球錦標賽，徐若熙代表中華台北先發對上韓國，於16,647名球迷的見證下，締造多項大巨蛋歷史紀錄，包括第1顆好球、第1次三振、第1個勝投，終場徐若熙以7局10次三振，且僅被敲出兩支安打的好投，率領中華隊以4:0獲勝。
2024年4月6日於天母棒球場迎戰來訪的統一7-ELEVEn獅隊，於2局上半被林安可敲出進入職棒以來的第一支全壘打。

## 經歷
- 桃園市大勇國小少棒隊
- 桃園市立新明國民中學青少棒隊
- 桃園市立平鎮高級中等學校青棒隊
- 中華職棒味全龍（2020年－）

## 成棒國手經歷
- 2023年亞洲棒球錦標賽中華隊
- 2026年世界棒球經典賽資格賽中華隊

## 職棒生涯成績
| 年度 | 球隊   | 出賽             | 先發             | 勝投             | 敗投             | 中繼             | 救援             | 完投             | 完封             | 四壞             | 三振             | 責失             | 投球局數         | 自責分率         | 被上壘率         |
| ---- | ------ | ---------------- | ---------------- | ---------------- | ---------------- | ---------------- | ---------------- | ---------------- | ---------------- | ---------------- | ---------------- | ---------------- | ---------------- | ---------------- | ---------------- |
| 2021 | 味全龍 | 20               | 19               | 3                | 7                | 0                | 0                | 0                | 0                | 25               | 98               | 28               | 81.0             | 3.11             | 1.11             |
| 2022 | 味全龍 | 未有一軍出賽紀錄 | 未有一軍出賽紀錄 | 未有一軍出賽紀錄 | 未有一軍出賽紀錄 | 未有一軍出賽紀錄 | 未有一軍出賽紀錄 | 未有一軍出賽紀錄 | 未有一軍出賽紀錄 | 未有一軍出賽紀錄 | 未有一軍出賽紀錄 | 未有一軍出賽紀錄 | 未有一軍出賽紀錄 | 未有一軍出賽紀錄 | 未有一軍出賽紀錄 |
| 2023 | 味全龍 | 5                | 4                | 1                | 0                | 0                | 0                | 0                | 0                | 2                | 18               | 2                | 15.1             | 1.17             | 0.78             |
| 2024 | 味全龍 | 20               | 18               | 7                | 4                | 1                | 0                | 0                | 0                | 29               | 113              | 26               | 94.2             | 2.47             | 1.11             |
| 合計 | 3年    | 45               | 41               | 11               | 11               | 1                | 0                | 0                | 0                | 56               | 229              | 56               | 191.0            | 2.64             | 1.08             |

## 外部連結
- 徐若熙在中華職棒官網
- 徐若熙在Baseball-Reference.com（小聯盟以及海外聯盟）（英语）
- 徐若熙在Global Sports Archive（英语）
- 徐若熙的Instagram帳戶
- 徐若熙在台灣棒球維基館上的頁面（繁體中文）

| 前任： 鋼龍 | 味全龍開幕戰先發投手 2024年 | 繼任： 鋼龍 |